# Wolfgang Binder (Germanist)
Wolfgang Binder (* 14. Mai 1916 in Ulm; † 1. März 1986 in Unterstammheim) war ein deutscher germanistischer Literaturwissenschaftler.

## Leben
Wolfgang Binders Vater Otto war ab 1922 Direktor des Gymnasiums Tübingen. Von 1925 bis 1934 besuchte Wolfgang Binder das Gymnasium selber. Nach Arbeitsdienst und Heeresdienst 1934/35 studierte er von 1936 bis 1942 Germanistik, Philosophie und alte Sprachen an den Universitäten Tübingen, Berlin und wieder Tübingen. In Tübingen wurde er Mitglied der Studentenverbindung Normannia. Namhafte Gelehrte prägten seinen Studiengang, so die Germanisten Hermann Schneider, Paul Kluckhohn und Julius Petersen oder die Philosophen Max Wundt und Nicolai Hartmann. Während einer Tätigkeit im Landerziehungsheim Birklehof-Hinterzarten besuchte Binder 1941 auch Lehrveranstaltungen von Martin Heidegger an der Universität Freiburg im Breisgau. 1942 absolvierte Binder in Tübingen das Staatsexamen in den Fächern Griechisch, Latein, Deutsch, Philosophie und Archäologie. 1943 promovierte er ebendort bei Hermann Schneider über Goethes Faust. Zwischen Promotion und Habilitation im Jahr 1955 amtierte er von 1943 bis 1952 als erster Geschäftsführer der eben gegründeten Hölderlin-Gesellschaft. Die bei Paul Kluckhohn eingereichte Habilitationsschrift Dichtung und Zeit in Hölderlins Werk blieb ungedruckt. Von 1956 bis 1959 war er Dozent an der Universität zu Köln; 1957/58 vertrat er gleichzeitig einen Lehrstuhl an der Universität Göttingen. Von 1959 bis 1964 wirkte er in Köln als ordentlicher Professor für Neuere deutsche Literaturgeschichte. Von 1964 bis 1985 war er neben Emil Staiger ordentlicher Professor für Neuere deutsche Literaturgeschichte an der Universität Zürich. 1981 erhielt er den Schillerpreis der Stadt Marbach am Neckar. Nach seiner Emeritierung nahm er im Wintersemester 1985/86 eine Gastprofessur an der Universität Basel wahr.
Binder war ab 1944 mit Suse Jacob verheiratet; aus dieser Verbindung ging die Berliner Filmemacherin Konstanze Binder (geb. 1946) hervor. 1981 heiratete Binder die Germanistin und nachmalige Schriftstellerin Elisabeth Binder, geb. Etter.

## Forschung
Wolfgang Binder forschte insbesondere zu Friedrich Hölderlin und zu Dichtung und Philosophie der deutschen Klassik.

## Werke

### Monographien
- Goethes „Faust“: Die Szene „Und was der ganzen Menschheit zugeteilt ist“. Gießen 1944, Nachdruck: Amsterdam 1968.
- Das Bild des Menschen in der modernen deutschen Literatur. Zürich 1969.
- Hölderlin-Aufsätze. Frankfurt am Main 1970.
- Literatur als Denkschule: Eine Vorlesung. Mit zwei Kapiteln von Klaus Weimar. Zürich 1972.
- Aufschlüsse: Studien zur deutschen Literatur. Zürich/München 1976.
- Das Ungeheure und das Geordnete: Die Schweiz in Goethes Werk. Zürich 1979.
- Goethetexte – Schubertlieder. Winterthur 1982.
- Die Epochen der neueren deutschen Literatur von 1500 bis zur Gegenwart. Scriptum zur Vorlesung. Zürich 1975.
- Friedrich Hölderlin: Studien. Hrsg. von Elisabeth Binder und Klaus Weimar. Frankfurt am Main 1987.
- Hölderlin und Sophokles: Eine Vorlesung. Hrsg. von Uvo Hölscher. Tübingen 1992.

### Herausgeberschaft
- Friedrich Schiller: Dramen. Tübingen [1950].
- mit Alfred Kelletat: Friedrich Hölderlin: Friedensfeier: Lichtdrucke der Reinschrift und ihrer Vorstufen. Tübingen 1959.
- mit Alfred Kelletat: Hölderlin-Jahrbuch. 1955/56 bis 1965/66.
- mit Hugo Moser: Philologische Studien und Quellen. 1963 ff.
- mit Emil Staiger: Zürcher Beiträge zur deutschen Literatur- und Geistesgeschichte. 1974 ff.